# 北斗丸 (2代)
北斗丸（ほくとまる）は、航海訓練所が運用していた航海練習船。本項目では、1976年に就航した2代目を取り扱う。

## 概要
北斗丸_(初代)の代船として、1976年に日本鋼管清水造船所で建造された。
2004年、3月31日に用途廃止。

## 設計
建造当時、大出力でかつ高速化に伴い、タービン機関が増加していたこともあり、蒸気タービン機関を主機関とする新しい大型練習船を建造することとなった。
運航されているM0タービン船程度に自動化し、主機の暖機、スタンバイ、冷機のシーケンス制御および防振、防音、防熱に配慮した設計となっていた。
老朽化した銀河丸に代わる新世代の練習船を建造する一方で、タービン練習船1隻を退役させることとなり用途廃止となった。

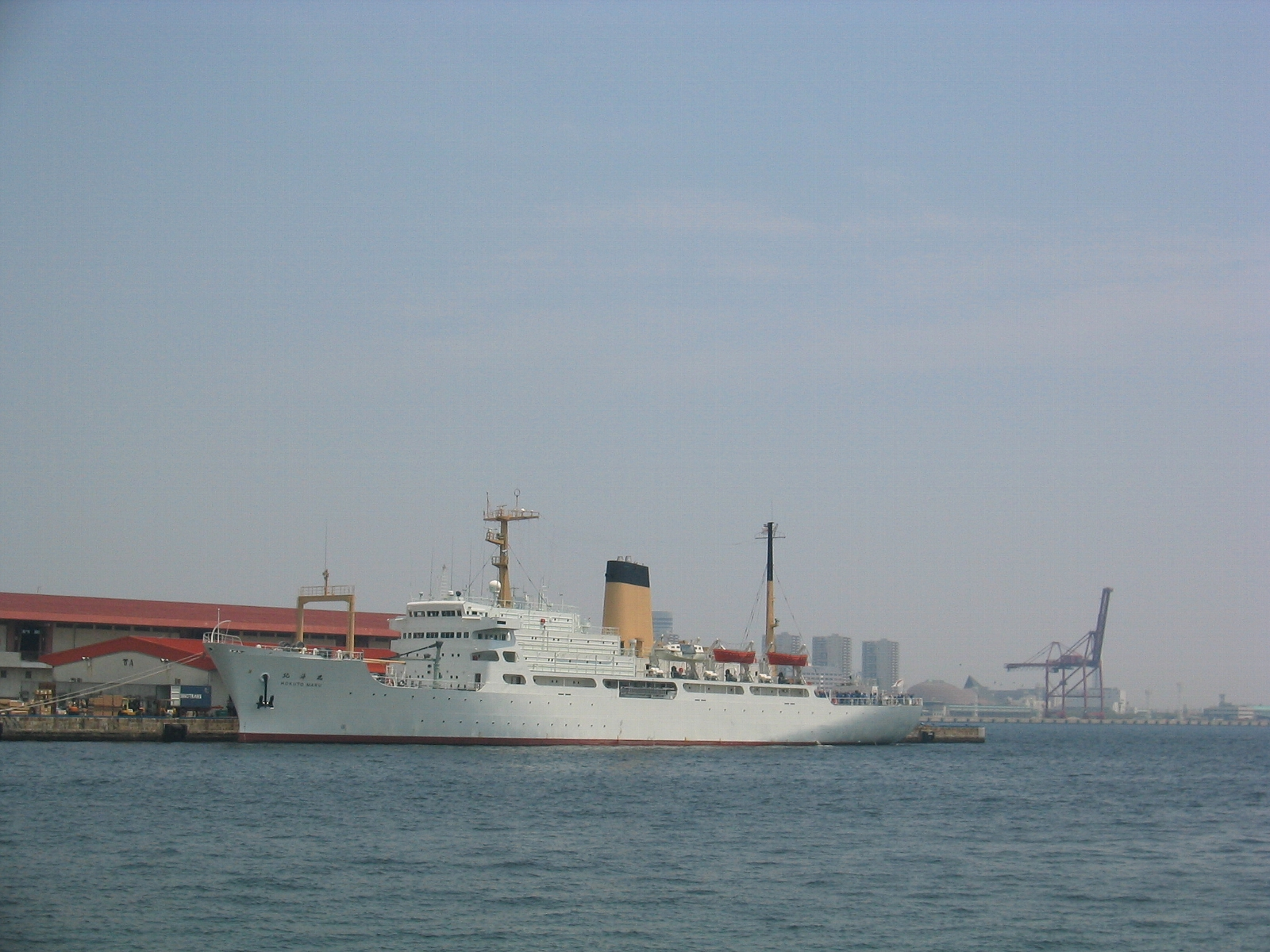
神戸港での練習船「北斗丸」2003年6月撮影